# Mont Victoria (Philippines)
Pour les articles homonymes, voir Mont Victoria et Pic Victoria.
Le mont Victoria, ou pics Victoria, est une montagne du centre de l'île de Palawan dans la région MIMAROPA aux Philippines. Il culmine suivant les sources à 1 726 mètres, ou 1 709 mètres et constitue le second plus haut sommet de Palawan après le mont Mantalingahan (2 085 m).

## Géographie
Le mont Victoria se trouve sur le territoire de la municipalité de Narra dans la province de Palawan. En plus de son sommet principal, se distinguent trois proéminences dénommées « The Teeth » pour le pic double et « Sagpaw » pour l'épaulement simple.

## Faune et flore
L'espèce de lézard Insulasaurus victoria, identifiée pour la première fois en 1980 dans la zone des pics Victoria, a pris son nom en référence à ceux-ci.
Sur les pentes de la montagne constituées de roches ultramafiques – en seulement trois colonies connues et présentes sur quelques centaines de mètres carrés situés entre 1 600 m d'altitude et le sommet – vit une espèce endémique de plante carnivore en « danger critique d'extinction », Nepenthes attenboroughii, classée en 2012 sur la liste des 100 espèces les plus menacées par l'UICN ainsi qu'une espèce plus commune dénommée Drosera ultramafica.

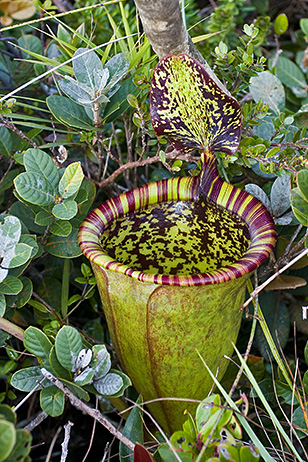
Nepenthes attenboroughii.
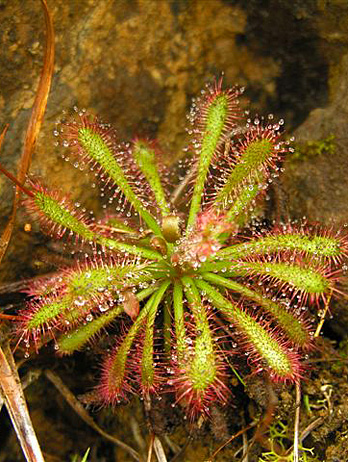
Drosera ultramafica.